# Против Евбулида
«Против Евбулида. Апелляционная жалоба» — судебная речь древнегреческого оратора Демосфена, сохранившаяся в составе «демосфеновского корпуса» под номером LVII. Была произнесена предположительно в 340-х годах до н. э.

## Содержание
Речь произнёс в суде афинянин Евксифей, который был вычеркнут из списка граждан в деме Галмунт (фила Леонтида) во время проверки по настоянию Евбулида. Он подал апелляцию и старается доказать законность своих претензий на афинское гражданство.
Антиковеды датируют речь 340-ми годами до н. э., причём большинство согласно с авторством Демосфена. Речь считается ценным источником данных о проверках гражданских прав, которые регулярно проходили в афинских демах. 